# Circonscription de Capricornia
Pour les articles homonymes, voir Capricornia (homonymie).
La circonscription de Capricornia est une circonscription électorale fédérale australienne dans le Queensland. Elle a été créée en 1900 et est l'une des 75 circonscriptions existant lors de la première élection fédérale en 1901. Elle tient son nom du fait qu'elle est traversée par le tropique du Capricorne. Elle est située sur la côte Est du Queensland central et comprend les villes de Rockhampton, Mount Morgan et Yeppoon. 
Elle a souvent changé de parti politique mais le parti travailliste y a le plus souvent été représenté. Son député le plus connu est Frank Forde qui fut le quinzième premier ministre d'Australie. 
L'actuelle députée de cette circonscription est Michelle Landry, du Parti libéral national, réélue de justesse en 2016 (avec moins de 51 % des voix).

## Représentants
| Nom                | Parti            | Période de mandat |
| ------------------ | ---------------- | ----------------- |
| Alexander Paterson | Indépendant      | 1901–1903         |
| David Thomson      | Travailliste     | 1903– 1906        |
| Edward Archer      | Anti-Socialiste  | 1906–1909         |
| Edward Archer      | Commonwealth     | 1909–1910         |
| William Higgs      | Travailliste     | 1910–1920         |
| William Higgs      | Indépendant      | 1920–1920         |
| William Higgs      | Nationaliste     | 1920-1922         |
| Frank Forde        | Travailliste     | 1922–1946         |
| Charles Davidson   | Libéral          | 1946–1949         |
| Henry Pearce       | Libéral          | 1949–1961         |
| George Gray        | Travailliste     | 1961–1967         |
| Doug Everingham    | Travailliste     | 1967–1975         |
| Colin Carige       | National         | 1975-1977         |
| Doug Everingham    | Travailliste     | 1977–1984         |
| Keith Wright       | Travailliste     | 1984–1993         |
| Keith Wright       | Indépendant      | 1993–1993         |
| Marjorie Henzell   | Travailliste     | 1993–1996         |
| Paul Marek         | National         | 1996–1998         |
| Kirsten Livermore  | Travailliste     | 1998-2013         |
| Michelle Landry    | Libéral national | 2013–en cours     |

## Résultats des élections
| Parti                            | Parti                        | Candidat                     | Voix   | %     | ±     |
| -------------------------------- | ---------------------------- | ---------------------------- | ------ | ----- | ----- |
|                                  | Libéral national             | Michelle Landry (en)         | 35 613 | 39,44 | −1,21 |
|                                  | Travailliste                 | Russell Robertson            | 25 330 | 28,05 | +4,31 |
|                                  | Une nation                   | Kylee Stanton                | 13 179 | 14,60 | −2,38 |
|                                  | Verts                        | Mick Jones                   | 5 302  | 5,87  | +1,03 |
|                                  | UAP                          | Nathan Harding               | 3 555  | 3,94  | +0,29 |
|                                  | Indépendant                  | Ken Murray                   | 3 048  | 3,38  | +0,89 |
|                                  | Grand australien             | Zteven Whitty                | 1 747  | 1,93  | +1,93 |
|                                  | Démocrates libéraux          | Steve Murphy                 | 1 392  | 1,54  | +1,54 |
|                                  | IMOP                         | Paula Ganfield               | 1 126  | 1,25  | +1,25 |
| Total des suffrages exprimés     | Total des suffrages exprimés | Total des suffrages exprimés | 90 292 | 93,86 | +0,19 |
| Votes nuls                       | Votes nuls                   | Votes nuls                   | 5 904  | 6,14  | −0,19 |
| Participation                    | Participation                | Participation                | 96 196 | 88,60 | −3,98 |
| Résultat de préférence bipartite |                              |                              |        |       |       |
|                                  | Libéral national             | Michelle Landry (en)         | 51 096 | 56,59 | −5,76 |
|                                  | Travailliste                 | Russell Robertson            | 39 196 | 43,41 | +5,76 |
|                                  | Libéral national retenir     | Libéral national retenir     | Swing  | −5,76 |       |